# Attaque de Kouré
L'attaque de Kouré est un massacre commis le 9 août 2020 dans le parc animalier Kouré, dans le sud de la région de Tillabéri, au Niger. Revendiquée par l'État islamique, l'attaque a fait huit morts, dont six travailleurs humanitaires français et deux Nigériens.

## Contexte
Le Nord de la région de Tillabéri, à l'ouest du Niger et à la frontière du Mali et du Burkina Faso, est, depuis 2015, l'une des principales zones d'action des djihadistes de l'État islamique dans le Grand Sahara. La zone est en état d'urgence depuis 2017 et en décembre 2019 et janvier 2020, 174 soldats nigériens y trouvent la mort dans trois attaques particulièrement meurtrières.
Début août 2020, le nord de la région de Tillabéri est classé en zone rouge par le Ministère français des Affaires étrangères, mais le sud, alors épargné par les violences, est classé jaune, un statut intermédiaire entre vert et orange qui appelle à une « vigilance renforcée » et est encore compatible avec le tourisme.
La réserve de Kouré se situe dans le département de Kollo, au sud de la région de Tillabéri. Elle est visitée par les touristes et abrite une réserve d'environ 650 girafes du Niger. Selon une source humanitaire de l'AFP, avant l'attaque cette réserve n'est « pas du tout considérée comme dangereuse » : « Tout le monde y va, même les ambassadeurs, les diplomates, les professeurs, tout le monde ! ».

## Attaque
Le massacre a lieu le 9 août 2020 vers 11 h 30 (10 h 30 GMT), à l'intérieur du parc animalier, à six kilomètres à l'est de Kouré.
Huit personnes sont mortes dans l'attaque. Deux des victimes sont nigériennes : le président des guides de l'Association de la valorisation de l’écotourisme au Niger (Aven) et le chauffeur, salarié de l'ONG ACTED, tous deux âgés de cinquante ans. Les six autres victimes — deux hommes et quatre femmes — sont de nationalité française, travailleurs humanitaires de l’ONG ACTED, âgées de 25 à 30 ans. L'AFP indique que selon une source proche des services de l’environnement : « La plupart des victimes ont été abattues par balles et une femme qui a réussi à s’enfuir a été rattrapée et égorgée. Sur place, on a trouvé un chargeur vidé de ses cartouches. [...] On ne connaît pas l’identité des assaillants mais ils sont venus à motos à travers la brousse et ont attendu l’arrivée des touristes. Le véhicule emprunté par les touristes appartient à l’ONG Acted ».

## Réactions
Le président nigérien Mahamadou Issoufou condamne une « attaque terroriste lâche et barbare » et présente ses condoléances aux victimes.
Le président français Emmanuel Macron dénonce « l'attaque meurtrière qui a lâchement frappé un groupe de travailleurs humanitaires » et affirme que « tous les moyens » seront mis en œuvre pour « élucider ». les circonstances de cet « attentat ». Le 10 août, le Parquet national antiterroriste annonce l'ouverture d'une enquête pour « assassinats en relation avec une entreprise terroriste » et « association de malfaiteurs terroriste ». L'enquête est confié à la DGSI, en co-saisine avec la SDAT.
Le ministère français des Affaires étrangères étend également à la zone classée rouge à l'ensemble du territoire nigérien, à l'exception de la capitale, Niamey, qui passe en zone orange,.
Le cofondateur d'ACTED Frédéric Roussel déclare également qu'il est « déplorable » que la communauté internationale ne garantisse pas davantage la sécurité des travailleurs humanitaires déployés dans les pays à risque : « La communauté internationale (doit réaliser) la contradiction qu'il y a entre nous demander de soutenir ces populations qui vivent de façon dramatique et nous laisser seuls confrontés à une violence où nous sommes devenus les cibles les plus faciles ».

## Revendication
L'attaque n'est pas immédiatement revendiquée. Un cadre d'AQMI dément l'implication de son groupe. Pour le journaliste Wassim Nasr, spécialiste des groupes djihadistes, l'État islamique est le « premier suspect » : 

« Cette suspicion est renforcée par le fait qu'il s'agit de leur zone d'action. L'autre différence majeure, c'est qu'Al-Qaïda est plus calculateur. Même s'il est dur de parler de règles, de façon générale, ce groupe ne s'attaque pas à ce type de cibles de cette façon. Cela s'explique par le fait qu'ils ont des accords tacites avec les locaux. Ils vont, par exemple, ne pas s'attaquer aux touristes pour que leurs convois puissent passer dans certaines zones et qu'ils profitent indirectement de la manne financière locale. Ils sont beaucoup plus dans une forme de politique locale qui va de pair avec la violence. Ce qui est moins le cas de l'État islamique pour le moment, qui n'utilise que la violence. C'est pourquoi tous les indicateurs pointent vers eux. »

L'État islamique revendique finalement le massacre le 17 septembre dans son organe de propagande Al-Naba. Le groupe évoque une « attaque éclair » contre des « croisés » français et des « apostats » nigériens, diffuse deux photographies, mais ne donne que peu de détails sur l'événement lui-même.

Selon le journaliste Wassim Nasr, l'attaque a probablement été commise par un groupement itinérant poussé dans cette zone par la pression militaire : 

« Cette revendication est totalement crédible dans la mesure où elle est accompagnée d'une photo prise pendant l'attaque. Ce cliché diffère de ceux des dépouilles que l'on a vu circuler juste après l'attentat. En arrière-plan, on y voit des silhouettes totalement floutées : ce sont les femmes. Au premier plan, les hommes déjà blessés sont aisément reconnaissables et s'apprêtent à être exécutés. Il est probable que ces photos soient en réalité des captures d'écran d'une vidéo, mais celle-ci pourrait ne jamais être publiée en raison de la présence de femmes. La revendication est certes tardive mais il n'y a pas vraiment de règle en la matière. »

Selon BFMTV, reprenant en 2021 l'annonce par Emmanuel Macron de la mort du chef du groupe État islamique dans le Grand Sahara, Adnane Abou Walid al-Sahraoui, celui-ci aurait personnellement ordonné l'assassinat des victimes.